# 科諾康納拉鎮區 (北卡羅萊納州哈利法克斯縣)
科諾康納拉鎮區（英語：Conoconnara Township）是位於美國北卡羅萊納州哈利法克斯縣的一個鎮區。

## 地方資料
科諾康納拉鎮區的面積為131.31平方千米，皆為陸地。根據2020年美國人口普查的數據，當地共有人口383人，而人口密度為每平方千米2.92人。